# Jugendwiderstand (Berliner Gruppe)

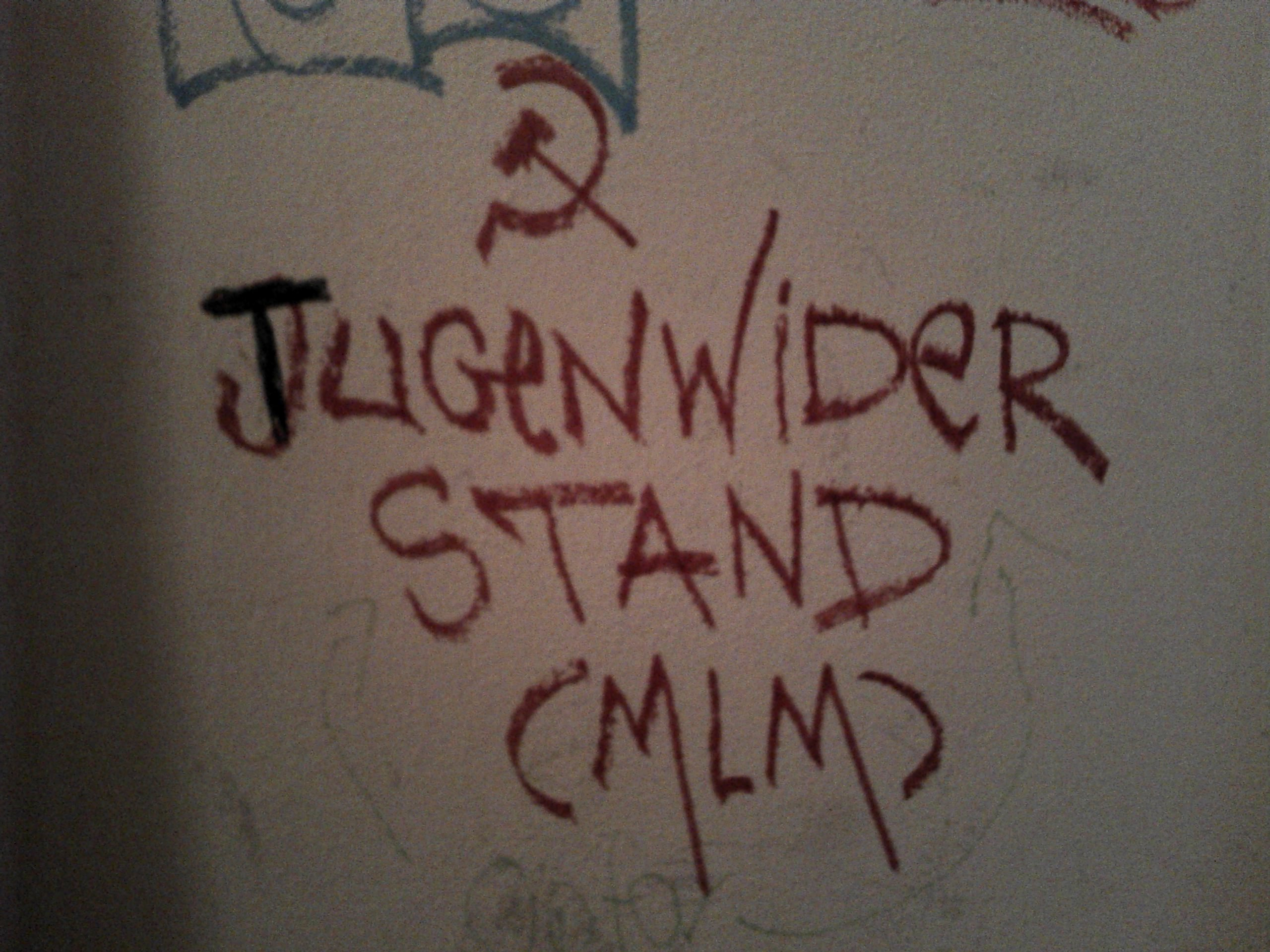
Schriftzug an einer Hauswand in Kreuzberg 36, mit Schreibfehler und nachträglicher Verballhornung, fotografiert am 10. November 2015, MLM steht für marxistisch-leninistisch-maoistisch

Der Jugendwiderstand war eine von 2015 bis 2019 bestehende maoistische, stalinistische,   antisemitische militante und nach Einschätzung des Verfassungsschutzes linksextreme Gruppe aus Berlin. Auf Graffiti wurde die Gruppe auch mit JW abgekürzt. Die Gruppe soll vor allem in Berlin-Neukölln aktiv gewesen sein. Andere linke Gruppierungen distanzierten sich von der Vereinigung. 
Die Gruppe war vor allem für ihre Gewaltbereitschaft, für ihren aggressiven Antizionismus und Hass auf Antideutsche bekannt. Die Mitglieder der Gruppe sollen Gewalt auch gegen linke Gruppen verübt haben. Auch Menschen außerhalb der linksextremen Szene, die sich für das Existenzrecht Israels aussprechen, sollen attackiert worden sein. Juden wurde mit Ermordung gedroht. Die Gruppe nahm auch am jährlichen al-Quds-Tag in Berlin teil.
Laut Berliner Verfassungsschutz soll der Jugendwiderstand aus dem Umfeld der Revolutionären Aktionszellen (RAZ) hervorgegangen, streng dogmatisch und kaderartig organisiert gewesen sein (siehe Kaderpartei). Gegen die RAZ wurde 2013 wegen Bildung einer kriminellen Vereinigung aufgrund mehrerer Sprengstoffanschläge ermittelt. Der Jugendwiderstand soll früher mit der maoistischen Gruppe Sozialistische Linke (SoL) aus Hamburg assoziiert gewesen sein. Jedoch habe sich daraus eine Fehde entwickelt, da sich die Berliner von der SoL gegängelt gefühlt haben sollen. Die Fehde wurde mit langen Veröffentlichungen über Interna im Internet sowie mit körperlichen Auseinandersetzungen ausgetragen.
Die Gruppe strebte in Deutschland einen Volkskrieg zur Überwindung des Systems an. Untypisch für eine als links firmierende Gruppe waren der positive Bezug der Gruppe auf Begriffe wie „Volk“, „Vaterland“, „Heimat“ sowie „Ruhm und Ehre“ oder die Beschimpfung von Gegnern als Volksfeinde. Ein Mitglied der Gruppe war auch früher in der NPD.
Der Berliner Verfassungsschutz beobachtete die Gruppe und erwähnte sie im Berliner Verfassungsschutzbericht 2017 im Kapitel 6.4. Linksextremistischer Antisemitismus (S. 191–196). Linke wie Grüne forderten einen repressiven Umgang mit der Kleingruppe, da ein Dialog mit ihr nicht möglich sei.
Innerhalb der demokratisch orientierten Linken in Berlin galt die Gruppe als isoliert.
Am 9. Juni 2019 verkündete die Gruppe ihre Auflösung. Am Morgen des 26. Juni 2019 durchsuchten Polizei und Staatsanwaltschaft neun Wohnungen von sieben Mitgliedern der Gruppe in Berlin und Nordrhein-Westfalen, wobei unter anderem Waffen, Datenspeicher, Mobiltelefone und Vermummungsgegenstände sichergestellt wurden. Die angekündigte Auflösung wird von Kennern der Szene als Taktik bewertet, um Ermittlungen zu erschweren.